# 兒玉就英
兒玉就英（児玉就英，こだま なりひで，天文3年（1534）－慶長17年（1612））戰國時代與江戶時代武將。毛利氏家臣。安藝國毛利氏水軍統帥兒玉就方之子。父親死後續任草津城主。
1569年與尼子勝久、山中幸盛爭奪出雲國，出雲へと出陣。統領日本海毛利水軍主力作戰。1576年第一次木津川口之戰和乃美宗勝、井上春忠、村上吉充、香川廣景領軍主力出戰，用焙烙重創擊退真鍋七五三兵衛的織田水軍。成功運送補給至石山本願寺。
1578年擔任守備淡路國周邊瀨戶內海一職。1586年父親死去，續任草津城主。